# Miki Amao
Miki Amao –en japonés, 天尾 美貴, Amao Miki– (22 de agosto de 1976) es una deportista japonesa que compitió en judo. Ganó una medalla de plata en los Juegos Asiáticos de 1998 en la categoría de –70 kg.

## Palmarés internacional
| Juegos Asiáticos | Juegos Asiáticos    | Juegos Asiáticos | Juegos Asiáticos |
| Año              | Lugar               | Medalla          | Categoría        |
| ---------------- | ------------------- | ---------------- | ---------------- |
| 1998             | Bangkok (Tailandia) | Medalla de plata | –70 kg           |